# Curimopsis maritima
Curimopsis maritima is een keversoort uit de familie pilkevers (Byrrhidae). De wetenschappelijke naam van de soort is voor het eerst geldig gepubliceerd in 1802 door Marsham.